# Orania trispatha
Orania trispatha là loài thực vật có hoa thuộc họ Arecaceae. Loài này được (J.Dransf. & N.W.Uhl) Beentje & J.Dransf. mô tả khoa học đầu tiên năm 1995.